# Polystachya longiscapa
Polystachya longiscapa är en orkidéart som beskrevs av Victor Samuel Summerhayes. Polystachya longiscapa ingår i släktet Polystachya och familjen orkidéer. Inga underarter finns listade i Catalogue of Life.